# Vedeseta
Vedeseta est une commune de la province de Bergame dans la région Lombardie en Italie.

## Administration
| Période                                  | Période  | Identité         | Étiquette | Qualité |
| ---------------------------------------- | -------- | ---------------- | --------- | ------- |
| 14 juin 2004                             | En cours | Marianna Pezzoli |           |         |
| Les données manquantes sont à compléter. |          |                  |           |         |

### Hameaux
Avolasio, Lavina, Reggetto.

### Communes limitrophes
Barzio, Brumano, Cassiglio, Fuipiano Valle Imagna, Moggio, Morterone, Taleggio, Valtorta